# Genduang
Genduang is een bestuurslaag in het regentschap Pelalawan van de provincie Riau, Indonesië. Genduang telt 4404 inwoners (volkstelling 2010).